# Ganzi Mugula

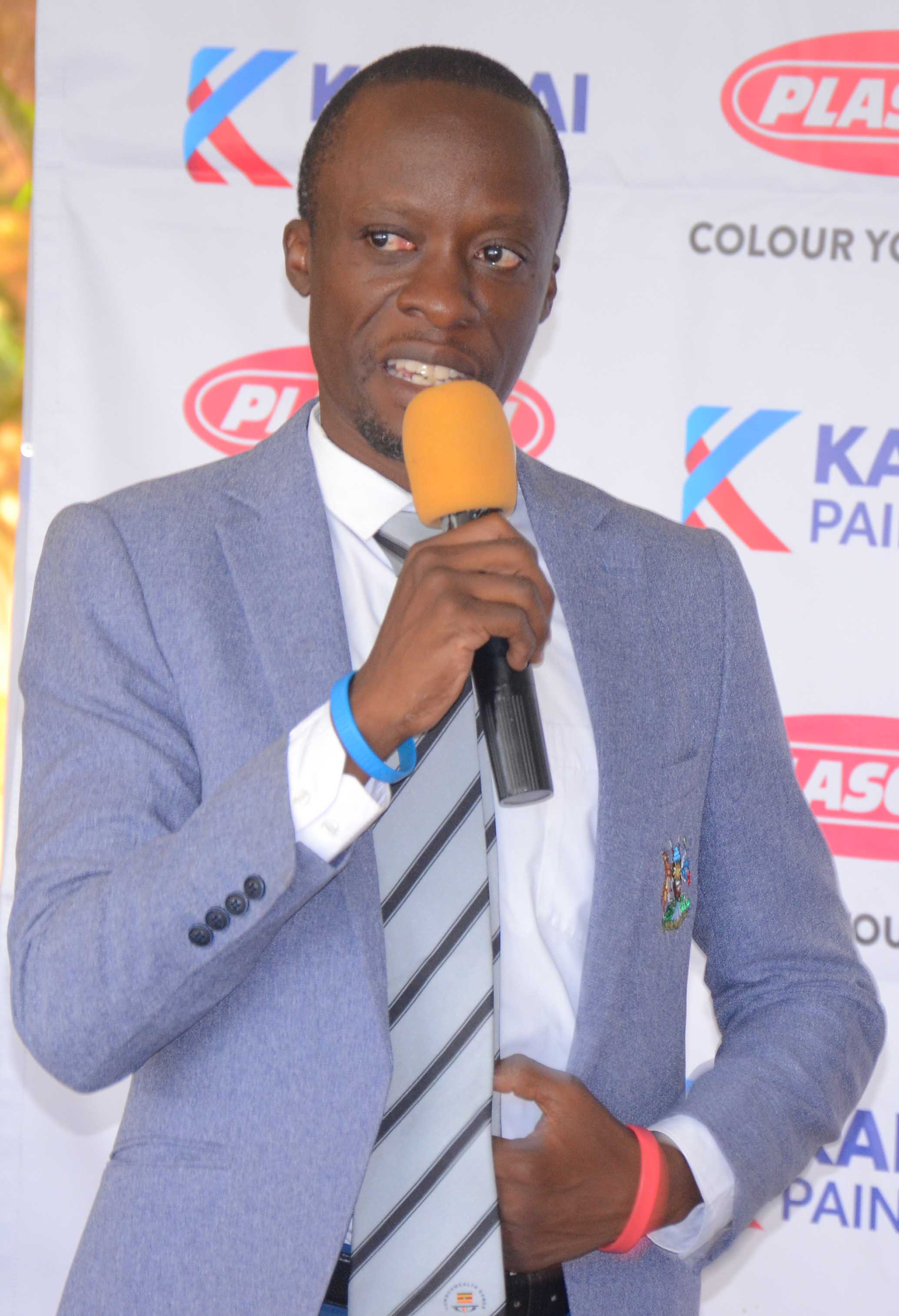
Ganzi Mugula, 2024

Ganzi Mugula (* 24. Juli 1979 in Namirembe) ist ein ugandischer Schwimmer.
Mugula, der als Computer-Techniker der Stanbic Bank in Kampala arbeitet, ist der Neffe des Olympiateilnehmers von 1956 Benjamin Nduga. Bevor er 1999 mit dem Schwimmen begann, betätigte er sich sportlich als 400-Meter-Läufer. Neben drei All-Africa-Games, zwei Commonwealth Games und zwei weiteren Weltmeisterschaften nahm Mugula auch an den Schwimmweltmeisterschaften in Shanghai teil. Er stand zudem im Aufgebot der ugandischen Mannschaft für die Olympischen Sommerspiele 2012 und fungierte dort als Teamkapitän und Fahnenträger. Seine Olympiateilnahme sicherte dabei eine Wild Card durch die FINA, auf deren Zuteilung er zuvor zwölf Jahre lang gewartet hatte.
In London startete er auf der 50-Meter-Freistilstrecke. Dort schied er als Fünfter seines Vorlaufs aus und belegte mit einer Zeit von 27,58 Sekunden, die die Egalisierung seines ugandischen Rekordes bedeutete, den 53. Platz im Endklassement. Der 1,78 Meter große Sportler brachte 2012 ein Wettkampfgewicht von 65 kg auf die Waage.